# Aphaenogaster senilis
Aphaenogaster senilis is een mierensoort uit de onderfamilie van de Myrmicinae. De wetenschappelijke naam van de soort is voor het eerst geldig gepubliceerd in 1853 door Mayr.

## Uiterlijk
De soort is slank en is volledig zwart met zilveren haren op het achterlijf (gaster). De werksters zijn 5 tot 7 mm lang. De koninginnen zijn zwart met zilveren haren en worden 9 mm lang.

## Indeling van het mierennest
Kolonies worden enkele duizenden mieren groot.
Aphaenogaster senilis heeft nooit echt een stichtingsfase, aangezien nieuwe kolonies nooit ontstaan door een bruidsvlucht, maar door een paar werksters die met eieren en larven overblijven na een verhuizing van de kolonie. Een van de larven zal worden opgevoed tot koningin. De onbevruchte werksters zullen onbevruchte eitjes leggen waaruit mannetjes geboren worden. Deze mannetjes zullen de koningin bevruchten maar ook mannetjes van andere kolonies.
De soort kan niet zoals andere mieren trophallaxis uitvoeren. In plaats van trophallaxis gebruiken ze voedseleieren om de jonge larfjes en de koningin te voeden. De grotere larven worden bij voedseldieren gelegd die er zich actief mee voeden.
Werksters brengen constant, solitair dierlijk voedsel naar de kolonie. Groot dierlijk voedsel wordt met verschillende werksters naar de kolonie gebracht. De werksters zullen de grote larven bij het voedsel leggen zodat de grote larven zich ermee kunnen voeden. Aphaenogaster senilis is meestal 's nachts actief en zijn volledig insectivoor en zullen zowel dode als net gedode insecten naar de kolonie brengen.

## Voorkomen
Aphaenogaster senilis komt voor rond de Middellandse Zee. Ze geeft vooral de voorkeur aan zonovergoten bos en weidegronden. Ze maken hun nest in zand-leem grond, meestal onder stenen.